# مسابقات جهانی ترامپولین ۱۹۸۴
مسابقات جهانی ترامپولین ۱۹۸۴ سیزدهمین دوره مسابقات جهانی ترامپولین است که در اوساکا، ژاپن در ۲۴ تا ۲۶ اوت ۱۹۸۴ میلادی برگزار شده است.

## جدول مدال‌ها
| رتبه | کشور                | طلا | نقره | برنز | مجموع |
| ۱    | ایالات متحده آمریکا | ۲   | ۲    | ۱    | ۵     |
| ۱    | اتحاد جماهیر شوروی  | ۲   | ۲    | ۱    | ۵     |
| ۲    | استرالیا            | ۲   | ۲    | ۰    | ۴     |
| ۳    | فرانسه              | ۱   | ۰    | ۲    | ۳     |
| ۴    | لهستان              | ۰   | ۱    | ۱    | ۲     |
| ۵    | آلمان غربی          | ۰   | ۰    | ۱    | ۱     |
| ۵    | کانادا              | ۰   | ۰    | ۱    | ۱     |